# Aeroportul Internațional Tancredo Neves
Aeroportul Internațional Tancredo Neves (IATA: CNF, ICAO: SBCF) este un aeroport din Confins, Minas Gerais, Brazilia ce deservește zona Belo Horizonte. Aeroportul a fost tranzitat în 2022 de 9.428.651 de pasageri. A fost deschis în 1984.
Situat la o altitudine de 827 m, aeroportul dispune de 1 pistă.

## Infrastructură

### Piste
Aeroportul dispune de o singură pistă. Pista 16/34 are suprafața de asfalt și dimensiunile 3.000 m × 45 m. 